# Wereldkampioenschap superbike van Monza 2007
Het wereldkampioenschap superbike van Monza 2007 was de zesde ronde van het wereldkampioenschap superbike en het wereldkampioenschap Supersport 2007. De races werden verreden op 13 mei 2007 op het Autodromo Nazionale Monza nabij Monza, Italië.

## Superbike

### Race 1
| Pos | Nr  | Rijder            | Constructeur | Rondes | Tijd         | Grid | Punten |
| --- | --- | ----------------- | ------------ | ------ | ------------ | ---- | ------ |
| 1   | 41  | Noriyuki Haga     | Yamaha       | 18     | 32:04.428    | 1    | 25     |
| 2   | 21  | Troy Bayliss      | Ducati       | 18     | +8.403       | 2    | 20     |
| 3   | 3   | Max Biaggi        | Suzuki       | 18     | +9.703       | 3    | 16     |
| 4   | 52  | James Toseland    | Honda        | 18     | +13.587      | 5    | 13     |
| 5   | 11  | Troy Corser       | Yamaha       | 18     | +14.898      | 4    | 11     |
| 6   | 71  | Yukio Kagayama    | Suzuki       | 18     | +14.954      | 8    | 10     |
| 7   | 57  | Lorenzo Lanzi     | Ducati       | 18     | +19.517      | 12   | 9      |
| 8   | 84  | Michel Fabrizio   | Honda        | 18     | +24.120      | 9    | 8      |
| 9   | 31  | Karl Muggeridge   | Honda        | 18     | +24.682      | 6    | 7      |
| 10  | 76  | Max Neukirchner   | Suzuki       | 18     | +29.197      | 14   | 6      |
| 11  | 25  | Josh Brookes      | Honda        | 18     | +32.654      | 11   | 5      |
| 12  | 111 | Rubén Xaus        | Ducati       | 18     | +34.054      | 15   | 4      |
| 13  | 20  | Marco Borciani    | Ducati       | 18     | +37.386      | 16   | 3      |
| 14  | 53  | Alessandro Polita | Suzuki       | 18     | +37.704      | 20   | 2      |
| 15  | 96  | Jakub Smrž        | Ducati       | 18     | +41.377      | 17   | 1      |
| 16  | 99  | Steve Martin      | Honda        | 18     | +42.730      | 18   |        |
| 17  | 92  | Mauro Sanchini    | Kawasaki     | 18     | +59.096      | 19   |        |
| DNF | 44  | Roberto Rolfo     | Honda        | 17     | Uitgevallen  | 10   |        |
| DNF | 55  | Régis Laconi      | Kawasaki     | 15     | Uitgevallen  | 7    |        |
| DNF | 22  | Luca Morelli      | Ducati       | 12     | Ongeluk      | 22   |        |
| DNF | 40  | Robertino Pietri  | Yamaha       | 12     | Uitgevallen  | 23   |        |
| DNF | 85  | Marek Svoboda     | Yamaha       | 11     | Uitgevallen  | 24   |        |
| DNF | 42  | Dean Ellison      | Ducati       | 8      | Uitgevallen  | 21   |        |
| DNF | 10  | Fonsi Nieto       | Kawasaki     | 7      | Uitgevallen  | 13   |        |
| DNS | 38  | Shinichi Nakatomi | Yamaha       | 0      | Niet gestart |      |        |

### Race 2
| Pos | Nr  | Rijder            | Constructeur | Rondes | Tijd         | Grid | Punten |
| --- | --- | ----------------- | ------------ | ------ | ------------ | ---- | ------ |
| 1   | 41  | Noriyuki Haga     | Yamaha       | 18     | 32:05.318    | 1    | 25     |
| 2   | 52  | James Toseland    | Honda        | 18     | +2.691       | 5    | 20     |
| 3   | 21  | Troy Bayliss      | Ducati       | 18     | +2.841       | 2    | 16     |
| 4   | 44  | Roberto Rolfo     | Honda        | 18     | +3.188       | 10   | 13     |
| 5   | 3   | Max Biaggi        | Suzuki       | 18     | +3.551       | 3    | 11     |
| 6   | 11  | Troy Corser       | Yamaha       | 18     | +13.034      | 4    | 10     |
| 7   | 71  | Yukio Kagayama    | Suzuki       | 18     | +17.246      | 8    | 9      |
| 8   | 55  | Régis Laconi      | Kawasaki     | 18     | +18.410      | 7    | 8      |
| 9   | 31  | Karl Muggeridge   | Honda        | 18     | +29.017      | 6    | 7      |
| 10  | 96  | Jakub Smrž        | Ducati       | 18     | +29.686      | 17   | 6      |
| 11  | 84  | Michel Fabrizio   | Honda        | 18     | +30.371      | 9    | 5      |
| 12  | 76  | Max Neukirchner   | Suzuki       | 18     | +31.982      | 14   | 4      |
| 13  | 111 | Rubén Xaus        | Ducati       | 18     | +32.165      | 15   | 3      |
| 14  | 40  | Robertino Pietri  | Yamaha       | 18     | +1:32.292    | 23   | 2      |
| 15  | 42  | Dean Ellison      | Ducati       | 18     | +1:41.840    | 21   | 1      |
| DNF | 20  | Marco Borciani    | Ducati       | 15     | Uitgevallen  | 16   |        |
| DNF | 99  | Steve Martin      | Honda        | 11     | Uitgevallen  | 18   |        |
| DNF | 25  | Josh Brookes      | Honda        | 9      | Uitgevallen  | 11   |        |
| DNF | 92  | Mauro Sanchini    | Kawasaki     | 7      | Uitgevallen  | 19   |        |
| DNF | 53  | Alessandro Polita | Suzuki       | 5      | Uitgevallen  | 20   |        |
| DNF | 85  | Marek Svoboda     | Yamaha       | 1      | Uitgevallen  | 24   |        |
| DNF | 10  | Fonsi Nieto       | Kawasaki     | 1      | Uitgevallen  | 13   |        |
| DNF | 57  | Lorenzo Lanzi     | Ducati       | 0      | Uitgevallen  | 12   |        |
| DNS | 22  | Luca Morelli      | Ducati       | 0      | Niet gestart | 22   |        |
| DNS | 38  | Shinichi Nakatomi | Yamaha       | 0      | Niet gestart |      |        |

## Supersport
| Pos | Nr  | Rijder                | Constructeur | Rondes | Tijd                | Grid | Punten |
| --- | --- | --------------------- | ------------ | ------ | ------------------- | ---- | ------ |
| 1   | 54  | Kenan Sofuoğlu        | Honda        | 16     | 29:44.471           | 1    | 25     |
| 2   | 9   | Fabien Foret          | Kawasaki     | 16     | +3.992              | 6    | 20     |
| 3   | 14  | Anthony West          | Yamaha       | 16     | +4.043              | 14   | 16     |
| 4   | 69  | Gianluca Nannelli     | Ducati       | 16     | +4.598              | 5    | 13     |
| 5   | 77  | Barry Veneman         | Suzuki       | 16     | +8.348              | 7    | 11     |
| 6   | 21  | Katsuaki Fujiwara     | Honda        | 16     | +10.323             | 3    | 10     |
| 7   | 32  | Yoann Tiberio         | Honda        | 16     | +22.621             | 16   | 9      |
| 8   | 4   | Lorenzo Alfonsi       | Honda        | 16     | +25.613             | 21   | 8      |
| 9   | 44  | David Salom           | Yamaha       | 16     | +25.668             | 10   | 7      |
| 10  | 116 | Simone Sanna          | Honda        | 16     | +25.702             | 19   | 6      |
| 11  | 55  | Massimo Roccoli       | Yamaha       | 16     | +25.857             | 8    | 5      |
| 12  | 7   | Pere Riba             | Kawasaki     | 16     | +26.562             | 13   | 4      |
| 13  | 31  | Vesa Kallio           | Suzuki       | 16     | +26.618             | 15   | 3      |
| 14  | 94  | David Checa           | Yamaha       | 16     | +31.074             | 20   | 2      |
| 15  | 26  | Joan Lascorz          | Honda        | 16     | +33.737             | 12   | 1      |
| 16  | 60  | Vladimir Ivanov       | Yamaha       | 16     | +34.450             | 31   |        |
| 17  | 194 | Sébastien Gimbert     | Yamaha       | 16     | +43.971             | 25   |        |
| 18  | 5   | Alessio Velini        | Yamaha       | 16     | +44.460             | 27   |        |
| 19  | 169 | Julien Enjolras       | Yamaha       | 16     | +45.258             | 28   |        |
| 20  | 45  | Gianluca Vizziello    | Yamaha       | 16     | +57.475             | 11   |        |
| 21  | 17  | Miguel Praia          | Honda        | 16     | +59.954             | 30   |        |
| 22  | 73  | Yves Polzer           | Ducati       | 16     | +1:06.279           | 29   |        |
| 23  | 96  | Nikola Milovanovic    | Honda        | 16     | +1:09.572           | 33   |        |
| 24  | 46  | Jesco Günther         | Honda        | 16     | +1:09.656           | 34   |        |
| 25  | 39  | David Forner          | Yamaha       | 16     | +1:36.351           | 35   |        |
| DNF | 16  | Sébastien Charpentier | Honda        | 13     | Ongeluk             | 2    |        |
| DNF | 35  | Gilles Boccolini      | Kawasaki     | 13     | Uitgevallen         | 22   |        |
| DNF | 38  | Grégory Leblanc       | Honda        | 13     | Uitgevallen         | 32   |        |
| DNF | 81  | Matthieu Lagrive      | Honda        | 10     | Schade ongeluk      | 18   |        |
| DNF | 18  | Craig Jones           | Honda        | 9      | Uitgevallen         | 17   |        |
| DNF | 12  | Javier Forés          | Honda        | 8      | Uitgevallen         | 23   |        |
| DNF | 8   | Chris Peris           | Yamaha       | 5      | Uitgevallen         | 24   |        |
| DNF | 23  | Broc Parkes           | Yamaha       | 4      | Uitgevallen         | 4    |        |
| DNF | 127 | Robbin Harms          | Honda        | 3      | Uitgevallen         | 9    |        |
| DNS | 34  | Davide Giugliano      | Kawasaki     | 0      | Niet gestart        |      |        |
| DNQ | 88  | Gergő Talmácsi        | Yamaha       | 0      | Niet gekwalificeerd |      |        |
| DNQ | 37  | William De Angelis    | Honda        | 0      | Niet gekwalificeerd |      |        |

## Tussenstanden na wedstrijd

### Superbike
| Pos | Nr | Rijder         | Team   | Punten |
| --- | -- | -------------- | ------ | ------ |
| 1   | 52 | James Toseland | Honda  | 229    |
| 2   | 41 | Noriyuki Haga  | Yamaha | 194    |
| 3   | 3  | Max Biaggi     | Suzuki | 191    |
| 4   | 21 | Troy Bayliss   | Ducati | 164    |
| 5   | 11 | Troy Corser    | Yamaha | 135    |

### Supersport
| Pos | Nr | Rijder            | Team     | Punten |
| --- | -- | ----------------- | -------- | ------ |
| 1   | 54 | Kenan Sofuoğlu    | Honda    | 145    |
| 2   | 9  | Fabien Foret      | Kawasaki | 87     |
| 3   | 21 | Katsuaki Fujiwara | Honda    | 53     |
| 4   | 69 | Gianluca Nannelli | Ducati   | 43     |
| 5   | 77 | Barry Veneman     | Suzuki   | 41     |

1990 · 1992 · 1993 · 1995 · 1996 · 1997 · 1998 · 1999 · 2000 · 2001 · 2002 · 2003 · 2004 · 2005 · 2006 · 2007 · 2008 · 2009 · 2010 · 2011 · 2012 · 2013